# Тихонов, Константин Андреевич
Константин Андреевич Тихонов (27 сентября 1908, Воробьёвка, Саратовская губерния — 2 января 1953) — командир взвода 120-го стрелкового полка 69-й Краснознамённой Севской стрелковой дивизии, участник Великой Отечественной войны, Герой Советского Союза.

## Биография
Родился 27 сентября 1908 года в деревне Воробьёвке (ныне — Лысогорский район Саратовской области).
Срочную службу в Красной Армии проходил в 1930—1932 годах. Работал бригадиром в колхозе «Новый путь», затем — на хлебозаводе в Бухаре. 3 января 1942 года призван в ряды Красной армии военкоматом Бухарской области. В боях Великой Отечественной войны на Западном (с 1.4.1942), Центральном (с 1.2.1943) фронтах, участвовал в Курской битве, освобождал Украину. 2 июня 1943 был ранен.
15 октября 1943 года при форсировании Днепра в Лоевском районе (Гомельская область) одним из первых ворвался в немецкие траншеи, в рукопашном бою захватил пулемёт и расстрелял из него солдат противника. Закрепившись со своим взводом на рубеже, отбил 3 контратаки противника, способствовал успешной переправе остальных подразделений полка.
Указом Президиума Верховного Совета СССР от 30 октября 1943 года «за успешное форсирование реки Днепр, прочное закрепление плацдарма на западном берегу реки Днепр и проявленные при этом отвагу и геройство» присвоено звание Героя Советского Союза с вручением ордена Ленина и медали «Золотая Звезда».
В последующем в составе 1-го и 2-го Белорусских фронтов освобождал Белоруссию и Польшу, побеждал на территории Германии.
В 1945 году демобилизован в звании младшего лейтенанта, вернулся в Бухару, работал заместителем директора Бухарского хлебозавода. Умер 2 января 1953 года.

## Награды
- Звание Героя Советского Союза (15.10.1943):
  - медаль «Золотая Звезда»,
  - орден Ленина;
- медаль «За освобождение Варшавы»[3].

## Память
В Бухаре установлен обелиск К. А. Тихонову.
Имя К. А. Тихонова носит улица в посёлке Лысые Горы.
В 2013 году в Саратовском государственном музее боевой славы прошла выставка, посвящённая 105-летию со дня рождения К. А. Тихонова, основу которой составили переданные в музей его дочерью Анной Константиновной предметы, принадлежавшие К. А. Тихонову (вышитое полотенце, алюминиевые тарелка и кружка), его фронтовые фотографии.